# تپه انبار ۲
تپه انبار ۲ مربوط به دوره ساسانیان است و در شهرستان خمین، بخش کمره، دهستان چهارچشمه، روستای لوزدر واقع شده و این اثر در تاریخ ۲۰ اسفند ۱۳۸۵ با شمارهٔ ثبت ۱۸۰۰۷ به‌عنوان یکی از آثار ملی ایران به ثبت رسیده است.